# Tanuter
Tanuter (armèni: տանուտէր) és el nom del cap d'una casa de prínceps d'Armènia. Abans de l'annexió russa d'Armènia de l'Est l'any 1828, els caps de les aldees d'un melikat portaven el títol.